# 1952年オスロオリンピックのフィンランド選手団
1952年オスロオリンピックのフィンランド選手団（1952ねんオスロオリンピックのフィンランドせんしゅだん）は、1952年2月14日から2月25日までノルウェーのオスロで開催された1952年オスロオリンピックのフィンランド選手団、およびその競技結果。

## 概要
今大会は金メダル3個、銀メダル4個、銅メダル2個の合計9個のメダルを獲得した。
クロスカントリースキーでは女子種目が初めて実施され、女子10kmでリディア・ウィデマン、ミルヤ・ヒエタミエス、シーリ・ランタネンのフィンランド勢が表彰台を独占した。

## メダル
| メダル | 選手名                                                              | 競技                   | 種目             |
| ------ | ------------------------------------------------------------------- | ---------------------- | ---------------- |
| 金     | ヴェイッコ・ハクリネン                                              | クロスカントリースキー | 男子50km         |
| 金     | リディア・ウィデマン                                                | クロスカントリースキー | 女子10km         |
| 金     | ヘイッキ・ハス パーヴォ・ロンキラ ウルポ・コルホネン タピオ・マケラ | クロスカントリースキー | 男子4×10kmリレー |
| 銀     | タピオ・マケラ                                                      | クロスカントリースキー | 男子18km         |
| 銀     | エーロ・コーレマイネン                                              | クロスカントリースキー | 男子50km         |
| 銀     | ミルヤ・ヒエタミエス                                                | クロスカントリースキー | 女子10km         |
| 銀     | ヘイッキ・ハス                                                      | ノルディック複合       | 男子個人         |
| 銅     | パーヴォ・ロンキラ                                                  | クロスカントリースキー | 男子18km         |
| 銅     | シーリ・ランタネン                                                  | クロスカントリースキー | 女子10km         |